# Santa Maria de Vallferosa
Santa Maria de Vallferosa, coneguda també com a Santa Maria de Sasserra, és l'església parroquial del nucli disseminat de Vallferosa, al terme de Torà (Solsonès), inclosa a l'Inventari del Patrimoni Arquitectònic de Catalunya.

## Situació
Està situada al nord del municipi de Torà, al llom de la serra que fa de partió entre el barranc dels Quadros a llevant, de la rasa de la Font de Vilella a ponent. És a tocar de la carretera LV-3005a de Torà a Solsona) des de la qual s'hi accedeix agafant el trencall a l'esquerra que surt del punt quilomètric 9 (41° 51′ 53″ N, 1° 26′ 02″ E / 41.864640°N,1.433861°E). Està senyalitzat com Santa Maria de Sasserra,

## Descripció

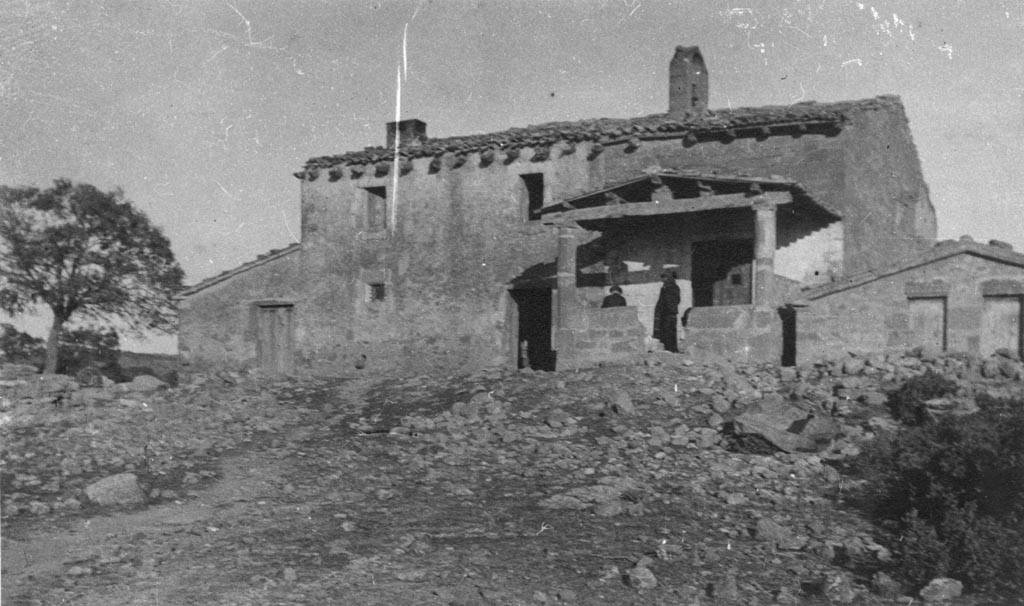
Santa Maria de Vallferosa en una imatge d'entre 1890 i 1923

Església de planta rectangular adossada a l'antiga rectoria i a la casa dels masovers. S'hi accedeix a través d'un porxat adherit al mur de ponent. El portal és rectangular i es troba emmarcat per una motllura ampla i llisa que es recolza damunt d'un petit basament.
El porxo presenta una coberta a dues aigües amb teula àrab que reposa sobre dues columnes octogonals de pedra. Dues escales salven el desnivell entre el sòl i el paviment del porxo, que queda tancat en tot el seu perímetre per un muret de 120 cm.
Centrat damunt del porxo podem observar un campanar d'espadanya amb un arc de mig punt i una campana de mitjans del sg. XX, que ha substituït a un altre campanar d'espadanya que es troba al NE de l'edifici, també d'un sòl ull i coberta amb una estructura a dues aigües.